# العتمور قبلي
قرية العتمور قبلي هي إحدى القرى التابعة لمركز كوم أمبو في محافظة أسوان في جمهورية مصر العربية.